# 도요타 상사 사건
도요타 상사 사건(일본어: 豊田商事事件 とよたしょうじじけん[*])은 일본의 도요타 상사가 금괴를 이용한 페이퍼 상법으로 일으킨 조직적 사기 사건을 말한다.

## 개요
고령자를 중심으로 약 2만 9천여 명의 피해자가 발생하였으며, 피해액은 2,025억여 엔에 달했다. 사기 사건으로는 2014년 현재, 일본 역사상 세 번째로 많은 피해액을 낸 사건으로 기록되어 있다. 강압적인 권유로 계약을 당해 노후 자금을 잃은 피해자가 많았으며, 도요타 상사의 회장 나가노 가즈오는 수 많은 매스컴 기자 앞에서 살해 당하였고(도요타 상사 회장 척살 사건), 해당 사건과 관련된 범인들이 온정 판결을 받은 점 등에 말미암아 사회적으로 커다란 문제가 된 사건이었다.

## 연표
- 1981년 4월, 나가노 회장이〈오사카도요타 상사〉설립[1]
- 1982년,〈도요타 상사 주식회사〉로 개칭
- 1985년, 도요타 상사의 상법이 사회적으로 문제가 되기 시작. 국민생활센터 등에 의해 도요타 상사 관련 경찰 조직이 설치
  - 4월, 관련 회사인〈가시마상사〉의 외무원이 체포되어 조사가 본격화
  - 6월 18일, 나가노 회장이 매스컴 기자 앞에서 살해 당한 도요타 상사 회장 척살 사건 발생
  - 7월 1일, 도요타 상사가 파산 선고를 받음. 파산 관재인으로서 변호사 나카보 고헤이가 선출

## 사기 수법
본래 나가노 회장은 도쿄에 거점을 둔 회사를 설립해 나고야 등을 비롯한 일본 동부 지방을 중심으로 금괴의 선물 거래 사기를 행하고 있었다. 하지만 이러한 사기에 대해 세간의 비판이 높아져 동부 지방에서 쫓겨나게 되었고, 나가노 회장은 관서 지방인 오사카로 거점을 옮겨 1981년 4월,〈오사카도요타 상사〉를 설립하였다. 또한 이 무렵, 나가노가 본래 행하던 금의 선물 거래를 정부가 규제하게 되어, 나가노는 본래 이용하던 수법인 선물 거래 사기를 중단하고 페이퍼 상법으로 방침을 전환하였다. 구체적인 방법을 살펴보자면 피해자에게 금괴를 강매하지만 실제로 피해자는 금을 받지 않고, 강제로 도요타 상사에 예치시키게 된다. 도요타 상사는 예치시킨 금에 대하여 이자를 지불한다고 거짓말을 한 뒤,〈예탁 증권〉만을 건넨다. 이러한 방법으로 금괴의 대금에서 피해자에게 먼저 낸 이자를 공제한 돈을 빼앗는 수법이다.

## 주해
1. ↑  금이나 보석 등 현물을 파는 것처럼 보이고 보관증 만을 건네주는 따위의 사기 방법.
2. ↑  역사상 가장 많은 피해액을 낸 사건은 2011년 발생한 아구라 목장 사건으로 피해액은 4,200억여 엔, 두 번째로 많은 피해액을 낸 사건은 2007년 발생한 L&G 사건으로 피해액은 2,260억여 엔으로 기록되어 있다.

## 같이 보기
- 나가노 가즈오
- 도요타 상사 회장 척살 사건